# Zemětřesení v Černém moři 1901
Zemětřesení v černém moři v roce 1901 (v Bulharsku známé jako zemětřesení v Balčiku) bylo zemětřesení o síle 7,2 magnituda Richterovy stupnice, nejsilnější dosud zaznamenané zemětřesení v Černém moři. Dosáhlo intenzity stupně X Mercalliho stupnice.
Došlo k němu 31. března 1901 v 7:10:24. Epicentrum bylo lokalizováno východně od mysů Šabla a Kaliakra asi 30 kilometrů od bulharského pobřeží. Hlavní otřes vycházel z hloubky 15 km a po něm se vytvořila 4–5 metru vysoká vlna tsunami. Vlna poničila pobřežní oblasti jak v Rumunsku, tak v Bulharsku. V Rumunsku bylo zemětřesení cítit nejen v celé oblasti Dobrudža, ale i v Olténii a Munténii, ale dokonce i v jižní Moldávii.
Zemětřesení bylo následováno velkým počtem lokálních a druhotných zemětřesení a zemětřesných rojů, nejsilnější dotřesy však dosáhly tentýž den v 11:30 místního času síly 5,5 až 6,0 magnituda Richterovy stupnice a byly zaznamenány také v jižním Rumunsku i Bukurešti. Období mírných dotřesů trvalo až do roku 1905, poté seismická aktivita začala ustávat, i když slabá a mírná zemětřesení byla hlášena i v následujících letech.
Takové události jsou v oblasti Černého moře vzácné. Za posledních 200 let vzniklo v oblasti Černého moře jen 24 tsunami, z nichž dvě zasáhly území Dobrudže. Nejstarší záznamy o vlnách tsunami z území Rumunska pochází z roku 104, kdy bylo těžce poškozeno město Callatis (dnešní Mangalia).
Výzkumné studie ukázaly, že zemětřesení s destruktivním chováním srovnatelná s tím v roce 1901, se opakují v oblasti v průměru jednou za 300 až 500 let. K jednomu z prvních takových došlo v 1. století před naším letopočtem ve městě Kavarna. V roce 853 smetla tsunami u Varny na vnitrozemské ploché pobřežní pláni vše až do vzdálenosti 6,5 kilometru a valila se 30 kilometrů proti proudu řeky. Černé moře je tak kvůli své seismické aktivitě považováno za jedno z nejvíce „nebezpečných“ moří.

## Dopad zemětřesení
Otřesy byly cítit v celém Bulharsku, jihovýchodním Rumunsku, východním Srbsku a severozápadní Anatolii. Způsobily velkou paniku v Istanbulu a na asijském pobřeží Bosporu a Marmarského moře. Otřesy trvající až jednu minutu byly hlášeny z údolí Dunaje od Szegedu v Maďarsku, a z ukrajinské Oděsy. Otřes byl znatelný v řecké Soluni, v Makedonii, v Dorohoi v Rumunsku a po celé turecké provincii Sivas.

### Škody
Zemětřesení mělo zničující následky v pobřežních oblastech jižní Mangalie, bylo zničeno mnoho vesnic (maximální intenzita stupně „X“ na Mercalliho stupnici); vytvořilo také 4–5 metrů vysokou vlnu tsunami a došlo k několika posunům pobřeží a dalším lokálním geomorfologickým jevům. Maximální škody utrpělo několik vesnic situovaných v aluviálních nížinách při pobřeží mezi městy Balčik, Kavarna a obcemi Blatnica a Limanu. Celkem bylo při zemětřesení zničeno 1200 budov. Zahynuly 4 osoby a zraněno bylo 50 lidí.
Propadající se pobřeží zničilo mnoho přístavů a pobřežních osad včetně majáku na mysu Kaliakra. K sesuvům velkých rozměrů došlo podél celého pobřeží převážně v prvních čtrnácti dnech po zemětřesení, došlo při nich k přerušení komunikací a dalším škodám. V Bukurešti, kde byla seismická intenzita na stupni V–VI Mercalliho škály, způsobila paniku a menší škody na budovách.
Bulharská Dobričská oblast byla také stižena tsunami a na několika místech, včetně Balčiku, byly také zničeny domy. V obci Momčil pohřbil velký sesuv lidská sídla na ploše téměř 30 hektarů.